# .30 Remington
Набій .30 Remington створений у 1906 підприємством Remington Arms. Набій став відповіддю Remington на безфланцевий широковживаний набій .30-30 Winchester. Боєприпаси випускали до кінця 1980-х років, але зараз їх випускають лише ті, хто займається ручним заряджанням набоїв. Дані із заряджання бою .30-30 Winchester можна використовувати для безпечного заряджання набою .30 Remington.

## Історія
Хоча набій вже не випускають, його гільза є похідною для набоїв 10mm Auto, 6.8mm Remington SPC та .224 Valkyrie. На відміну від набою .30-30 Winchester, у набої .30 Remington можна використовувати звичні гостроносі кулі за використання набоїв у гвинтівках з коробчастими магазинами (Remington Model 8) та у гвинтівках із трубчастими магазинами (Remington Model 14), замість використання тупоносих куль. Це дає набою перевагу над набоєм .30-30 Winchester, який часто використовують у важільних гвинтівках зі зразковими трубчастими магазинами (у яких набої з гостроносими кулями можуть ударити по капсулю набою розташованого перед набоєм).
Хоча балістично набій .30 Remington рівноцінний набою .30-30 Winchester, набої за властивостями є різними та не взаємозамінними. Проте гільзи .30 Remington можна зробити з гільзи .30-30 обтинанням фланця, вирізанням канавки екстрактора та утворення плеча пострілом.